# 1263
1263 (MCCLXIII) je bilo navadno leto, ki se je po julijanskem koledarju začelo na ponedeljek.

## Dogodki

### Mongolska nasledstvena kriza
- 16. januar - Bitka pri reki Terek: vojska Zlate horde pod vodstvom generala Nogaja zavrne invazijo Hulagu kana iz Ilkanata, ki ga s tem odvrne od načrtovane maščevalne invazije na Egipt.
- Kan Čagatajskega kanata Alguj podpre Kublaja za vrhovnega kana. S tem pa se odpre nova fronta spopadov znotraj Čagatajskega kanata med Algujem[1] in Kajadujem, vojskovodjo iz Ögedejevega klana, ki poskuša ponovno uveljaviti pravice nekoč prvega mongolskega klana.
- Mongolski pretendent za vrhovnega kana Arikbek se s svojo skromno vojsko večinoma seli od oaze do oaze v osrednji Aziji in ne tvega odprtega spopada z mnogo večjo vojsko rivala Kublaja in vojskami njegovih podpornikov. 1264 ↔

### Škotsko-norveška vojna
- julij - Norveški kralj Hakon IV. povede floto 120 ladij nad Škotsko, da bi zaščitil Hebride, ki jih je hotel aneksirati škotski kralj Aleksander III.. Sprva stečejo pogajanja med obema stranema na otoku Arran.

- 2. oktober - Bitka pri Largsu: edina večja bitka med Škoti in Norvežani. Nekaj norveških ladij nasede na obali Škotske zaradi viharnega morja, na pomoč jim pride ostala norveška flota in v tej situaciji njihovo ranljivost izrabijo Škoti. Po krajšem zastraševanju in nekaj bojnih praskah Škoti pustijo Norvežanom, da se v miru umaknejo.
- začetek zime - Norvežani prezimijo na otočju Orkney. Tja prispe irska delegacija keltskih žepnih kraljevin, ki predlaga norveškemu kralju skupen nastop proti hiberno-normanskim (angleškim) naseljencem na Irskem in s tem vrnitev Dublina pod norveško krono. Hakon IV. jih zavrne.
- 15. december - Na Orkneyu huje zboli in umre norveški kralj Hakon IV.. Nasledi ga sin in sokralj Magnus VI. 1264 ↔

### Ostalo
- 20. april - Umrlega grofa Holstein-Kiela Ivana I. nasledita sinova Ivan II. in Adolf V.
- maj, junij - Bitka pri Settepozzi: Benečani premagajo združene Bizantince in Genovčane, ki so poskušali ponovno zavzeti Ahajsko kneževino na Peloponezu. Poraz resno oslabi taktično zavezništvo med Bizantinci in Genovčani, ki je Bizantince obilno stalo, dalo pa ni še nobenih otipljivih koristi. Ker so genovske galeje večinoma v zasebni lasti mestnih mogočnežev, med Genovčani ni enotnega vodstva. 1264 ↔
  - Bitka pri Makryplagi: Istega[2] leta Bizantinci zabeležijo še en poraz proti Ahajcem. Turški najemniki, ki že pol leta niso dobili plačila, dezertirajo na ahajsko stran in odločijo izid bitke. Dejansko gre za Pirovo zmago latinskih Ahajcev, ki imajo že iztrošena sredstva in opustošeno pokrajino.
  - Kreta: upor v pristaniškem mestu Chania proti Benečanom. Nastalo situacijo in šibkost beneške posadke izkoristijo Genovčani, ki zavzamejo mesto.
- 7. junij - Umrlega grofa Savoje Bonifacija Savojskega, ki je umrl brez otrok, nasledi (verjetno pranečak) Peter II.
- 20.-24. julij - Barcelonski disput: ker si dominikanski general Rajmond iz Penyaforta in njegov menih, judovski apostat Pablo Christiani prizadevata za popolno pokristjanjenje judov, priredi aragonski kralj Jakob I. odprto razpravo med omenjenima zastopnikoma krščanstva oziroma tožiteljema na eni strani in slovitim katalonskim judovskim učenjakom Nahmanidom[3] na drugi. V razpravi nesporno zmaga Nahmanid, vendar dominikanci ne odnehajo z rovarjenjem proti judom. Kralj Jakob I. zato Nahmanida obsodi na dvoletno izgnanstvo in zavlačuje s postopkom, dominikanska tožitelja pa se zaradi kraljevega ravnanja obrneta na papeža. 1264 ↔
- 12. september - Litva: litvanskega velikega kneza Mindaugasa in njegova sinova umori njegov bratranec Treniota in s tem postane novi veliki knez. 1264 ↔

- 14. november - Umre vladimirski veliki knez Aleksander Nevski, ki je s taktično podreditvijo mongolski Zlati hordi rešil Rusijo pred popolnim uničenjem. Nasledi ga nečak Jaroslav Tverski.
- Srbija: arhiepiskopa sprbske pravoslavne cerkve Arzenija I. Sremca zadane možganska kap. Nasledi ga Sava II.
- Anglija: Začetek Druge baronske vojne med angleškim kraljem Henrikom III. in rojalisti na eni strani ter upornimi baroni, ki jih vodi leicesterski grof Simon de Montfort, 6. grof Leicester na drugi strani. Kralj se ob pomoči papeževe razveljavitve enostransko odpove Oxfordskim določilom, ki omejujejo kralja pri pobiranju davkov. Obe strani se še pred oboroženim obračunom odločita za arbitražo, ki jo soglasno preneseta na francoskega kralja Ludvika IX. 1264 ↔
- Wales: Dafydd ap Gruffudd, brat valižanskega princa Llywelyna ap Gruffudda dezertira na angleško stran. 1267 ↔
- Papež Urban IV. izobči sicilskega kralja Manfreda Hohenstaufna in proda Sicilsko kraljestvo francoskemu princu Karlu Anžujskemu[4].
  - Za vojaško podjetje proti Siciliji si Karel Anžujski sposodi visoko vsoto denarja pri bratrancu, španskemu princu Henriku Kastiljskemu.
  - Istega leta izda papež še bulo Exultavit cor nostrum, v katerem zavzame spravljivejše stališče do Mongolov.
- Rekonkvista: kastiljski kralj Alfonz X. zavzame Nieblo in Arcos de la Frontero ter s tem pomakne ozemlje muslimanov še bolj proti vzhodu.
- Umrlega latinskega atenskega vojvodo Gvido I. de la Roche nasledi sin Ivan I. de la Roche, ki že tekoče obvlada grščino in prebira grške klasike.
- Umrlega trapezuntskega cesarja Manuela I. nasledi sin Andronik II.
- Egiptovski mameluški sultan Baibars napade prestolnico Jeruzalemskega kraljestva Akkon, vendar se je primoran umakniti. Istega leta zavzame ajubidski Al-Karak.
- General frančiškanskega reda Bonaventura določi svojo verzijo življenjepisa o ustanovitelju reda Frančišku Asiškemu za edini uradno veljavni življenjepis in ukaže vse ostale verzije uničiti.
- Madžarski plemič Jakab Cseszneky zgradi grad Csesznek, v višavju severno od Blatnega jezera.
- Prva ustava mestne komune San Marino.
- Oxford: škoto-normanski plemič John I. de Balliol ustanovi Balliol College.
- Katalonski mistik in učenjak Rajmond Llull doživi  mistično izkušnjo med pisanjem obscene pesmi za neko lahkoživko in za vselej opusti grde razvade ter se pridruži frančiškanom (T.O.S.F.).
- Ustanovitev mlinarskega ceha v Strasbourgu.

## Rojstva
- 22. januar - Ibn Tajmija, islamski učenjak († 1328)
- Hartman Habsburški, grof Habsburga, sin Rudolfa I. Nemškega († 1281)
- Izabela Villehardouinška, kneginja Ahaje († 1312)
- Jolanda Dreuška[5], škotska kraljica († 1322)
- Teobald II., vojvoda Zgornje Lorene († 1312)
- Vatarai Cunejoši, japonski šintoistični učenjak († 1339)

## Smrti
- 7. januar - Neža Andeška, avstrijska in štajerska vojvodinja, koroška vojvodinja (* 1215)
- 16. januar - Šinran, japonski budistični menih, šola Čiste dežele (* 1173)
- 19. marec - Hugo iz Saint-Cherja, francoski dominikanski menih, biblicist (* 1200)
- 20. april - Ivan I., grof Holstein-Kiela (* 1229)
- 7. junij - Bonifacij Savojski, grof Savoje (* 1244)
- 12. september - Mindaugas, litvanski kralj (* 1200)
- 14. november - Aleksander Nevski, ruski nacionalni junak
- 15. december - Hakon IV., norveški kralj (* 1204)
- 24. december - Hodžo Tokijori, japonski regent (* 1227)
- Akurzij, italijanski pravnik (* 1184)
- Burundaj, mongolski general Zlate horde
- Einar Smjørbak Gunnarsson, norveški nadškof
- Gvido I. de la Roche, vojvoda Aten (* 1205)
- Manuel I. Veliki Komnen, trapezuntski cesar (* 1218)